# Adalclever Lopes
Adalclever Ribeiro Lopes (Belo Horizonte, 24 de novembro de 1966) é um empresário e político brasileiro do estado de Minas Gerais. Foi deputado estadual na Assembleia Legislativa de Minas Gerais entre 2003 e 2019 pelo MDB, assumindo ainda a Presidência da ALMG entre 2015 e 2019. Atualmente é filiado ao Partido Social Democrático.

## Carreira Política
Adalclever Lopes iniciou-se na carreira pública como Chefe de Gabinete da Secretaria de Estado de Segurança Pública do Governo de Minas Gerais, durante o mandato de Itamar Franco (1999-2003), saindo para candidatar-se a deputado estadual em 2002.

### Primeiro Mandato, 2003-2007
Em sua primeira campanha para uma vaga no legislativo mineiro, Adalclever Lopes conquistou 45.726 votos, elegendo-se o 6º candidato do MDB-MG com mais votos a assumir uma cadeira na ALMG na 15ª Legislatura (2003-2007). Logo em seu primeiro ano de mandato, Adalclever liderou os esforços para recuperar a região de Caratinga, que havia sofrido com uma severa enchente. A participação do recém-empossado deputado estadual foi crucial no apoio às vítimas e reconstrução da cidade. 
Ainda em seu primeiro mandato, Adalclever foi Presidente da Comissão de Educação, Cultura, Ciência e Tecnologia (2003-2004), Vice-presidente da Comissão de Transporte, Comunicação e Obras Públicas (2003), Vice-presidente da Comissão Especial das Pessoas Desaparecidas (2006), membro titular da Comissão Especial sobre Governança Ambiental (2006-2007) e coordenador da Frente Parlamentar Municipalista de Minas Gerais (2004). Também foi membro e relator parcial da Comissão Parlamentar de Inquérito (CPI) do Café, em 2004 e Membro da Comissão Parlamentar de Inquérito (CPI) da Mina de Capão Xavier. Entre 2005 e 2007, Adalclever ainda atua como Líder da Bancada do MDB-MG na Assembleia. 

### Segundo Mandato, 2007-2011
Um dos parlamentares mais ativos em seu primeiro mandato, Adalclever Lopes colocou seu nome, mais uma vez, na disputa para o cargo de Deputado Estadual nas eleições de 2006. Reeleito com 49.484 votos, torna-se o 5º candidato eleito mais votado no MDB de Minas Gerais para a 16ª Legislatura da Assembleia (2007-2011).
Durante o seu segundo mandato, assume mais uma vez como Líder da Bancada do MDB na Assembleia (2007 e 2010). Também atuou como Membro Titular da Comissão de Segurança Pública (2007-2008), Membro Titular da Comissão de Saúde (2007-2008), Vice-líder da Bancada do MDB, em 2008, e Presidente da Comissão de Defesa do Consumidor e do Contribuinte (2009-2010). 
No meio de seu segundo mandato, no ano de 2009, Adalclever Lopes, mais uma vez, liderou os esforços da Assembleia e do Governo do Estado na recuperação das cidades atingidas pela grave enchente na região de Perdões, atenuando sobremaneira o sofrimento das famílias atingidas. 

### Terceiro Mandato, 2011-2015
Consolidado como uma importante liderança política em Minas Gerais, Adalclever Lopes se elege para seu terceiro mandato, em 2011, conquistando 53.629 votos. Na 17ª Legislatura da Assembleia Legislativa de Minas Gerais (2011-2015), Adalclever continua sua atuação defendendo o povo mineiro e fazendo frente ao Governo do Estado. Em 2011, assume como Presidente da Comissão de Transporte, Comunicação e Obras Públicas (2011-2014). Em 2013, assume como Membro Efetivo da Comissão de Fiscalização Financeira e Orçamentária (2013-2014). Ainda em 2013, Adalclever Lopes se torna membro titular da Comissão Parlamentar de Inquérito da Telefonia (2013-2014), membro da Comissão Especial da Justiça Militar e membro titular da Comissão de Ética e Decoro Parlamentar (2013-2014). 
Em 2011, Adalclever Lopes liderou a frente de deputados que negociou o fim da greve da Educação, que durou 112 dias, costurando um acordo entre os movimentos de representação dos profissionais da Educação e o então Governo do Estado de Minas Gerais comandado por Antonio Anastasia, que relutava em negociar com a classe. O trabalho pelo desenvolvimento da Educação e da condição dos professores e demais profissionais do setor em Minas Gerais sempre foi uma bandeira defendida pelo deputado. 

### Quarto Mandato, 2015-2018
Nas eleições estaduais de 2014, Adalclever Lopes concorreu para seu quarto mandato consecutivo como deputado estadual, elegendo-se com 58.180 votos - uma das maiores votações de um candidato a Assembleia na história de sua região. Na 18ª legislaturas (2015-2019), já reconhecido como um dos líderes naturais do parlamento mineiro, Adalclever é levado a assumir o posto de Presidente da Assembleia Legislativa de Minas Gerais em votação por unanimidade, no biênio 2015-2016. Cargo para o qual é reeleito, também por unanimidade, para o biênio 2017-2018

### Eleições 2018
Nas eleições estaduais de 2018, concorreu ao cargo de Governador do Estado de Minas Gerais. Inicialmente cotado para o cargo de vice governador,  foi anunciado como cabeça de chapa após a desistência do ex-Prefeito de Belo Horizonte Márcio Lacerda. Com apoio dos partidos MDB, PV, PDT, PODE, PROS e PRB, a chapa terminou em quarto lugar nas eleições com 2,77% dos votos.

## Condecorações

### Prêmios e medalhas
Durante sua vida pública e empresarial, Adalclever Lopes foi agraciado com as condecorações:  
- Grande Medalha da Inconfidência;
- Ordem do Mérito Legislativo do Estado de Minas Gerais;
- Grande Medalha Presidente Juscelino Kubitschek;
- Medalha do Dia de Minas Gerais;
- Medalha Santos Dumont;
- Comenda Teófilo Otoni;
- Medalha do Mérito do Ministério Público,
- Colar do Mérito da Corte de Contas Ministro José Maria de Alkmin, do Tribunal de Contas;
- Grande Colar do Mérito Legislativo Municipal Affonso Augusto Moreira Penna, da Câmara Municipal de Belo Horizonte;
- Medalha do Mérito da Defensoria Pública do Estado;
- Medalha do Mérito da Advocacia-Geral do Estado;
- Medalha do Mérito Municipalista, da Associação Mineira de Municípios;
- Medalha Alferes Tiradentes, da Polícia Militar de Minas Gerais;
- Grau Ouro da Comenda Coronel Fulgêncio de Souza dos Santos, da União dos Militares do Estado de Minas Gerais;
- Medalha Luiz Soares da Rocha da Polícia Civil do Estado;
- Medalha da Ordem do Mérito Dom Pedro II, do Corpo de Bombeiros Militar;
- Colar do Mérito Judiciário Militar;
- Comenda Desembargador Guido de Andrade, da Amagis;
- Medalha Davidson Pimenta da Rocha do Sindicato dos Delegados de Polícia Civil de Minas Gerais;
- Medalha Patrono Dr. Helvécio Arantes;
- Medalha do Mérito Municipal de São Sebastião do Anta;
- Comenda Ambiental da Estância Hidromineral de São Lourenço;
- Troféu Tancredo Neves, do jornal Edição do Brasil.

### Cidadão honorário
É também cidadão honorário dos municípios de Entre Folhas, Santa Rita de Minas, Piedade de Caratinga, Córrego Novo, São Sebastião do Anta, Caratinga, Pouso Alegre, Lavras, Pedro Leopoldo e Cachoeira de Pajeú.  

### Reconhecimento
Em 2015, recebeu a distinção de soldado ilustre do 12º Batalhão de Infantaria, que tem como objetivo reconhecer o desempenho de ex-soldados integrantes do batalhão que tenham se destacado no cenário regional ou no nacional. 